# La tonta de nadie
La tonta de nadie (título original: Nobody's Fool) es una comedia cinematográfica de 1986 dirigida por  Evelyn Purcell y protagonizada por Rosanna Arquette, Eric Roberts y Mare Winningham.

## Argumento
Al enterarse Cassie de que estaba embarazada y de que su novio no tenía intención de afrontar la responsabilidad al respecto, ella decidió que su bebé fuese adoptado. Ahora ella trabaja como camarera en un bar-restaurante. Sin embargo ella se siente totalmente vacía y culpable por lo que hizo, cosa que cambia cuando conoce a Riley, un técnico de una compañía teatral que llega a la ciudad.

## Reparto
| Actor              | Papel   |
| ------------------ | ------- |
| Rosanna Arquette   | Cassie  |
| Eric Roberts       | Riley   |
| Mare Winningham    | Pat     |
| Jim Youngs         | Billy   |
| Louise Fletcher    | Pearl   |
| Gwen Welles        | Shirley |
| Stephen Tobolowsky | Kirk    |

## Recepción
En el presente la película ha sido valorada en los portales de información cinematográfica y por críticos profesionales. En IMDb, recibió con 890 votos registrados una media ponderada de 5,4 sobre 10. En cuanto a Rotten Tomatoes, los más de 1000 votos registrados le dieron allí una valoración media de 3,1 de 5, mientras que los 5 críticos profesionales que se expresaron allí le dieron una valoración media de 4,5 de 10.